# Antonio Goicoechea
Antonio Goicoechea Cosculluela (Barcelona, 21 de enero de 1876-Madrid, 11 de febrero de 1953) fue un abogado y político español, diputado, senador y ministro durante el reinado de Alfonso XIII, vinculado a la facción maurista, y jefe del partido de la derecha monárquica alfonsina Renovación Española en los años de la Segunda República.

## Biografía
Hijo de Leandro Goicoechea Carricarte, navarro afincado en Puerto Príncipe, y Zenobia Cosculluela, nacida en Camagüey.Nació el 21 de enero de 1876 en Barcelona.

### Carrera política
Miembro del Partido Liberal Conservador, en 1899 fue nombrado letrado del Consejo de Estado. Se convirtió en diputado de las Cortes de la Restauración por primera vez en 1909 representando al distrito de Becerreá, al sustituir a Joaquín Caro y Arroyo. Empezó a adquirir relevancia política cuando se convirtió en el líder de las Juventudes Mauristas, a pesar de tener casi cuarenta años.

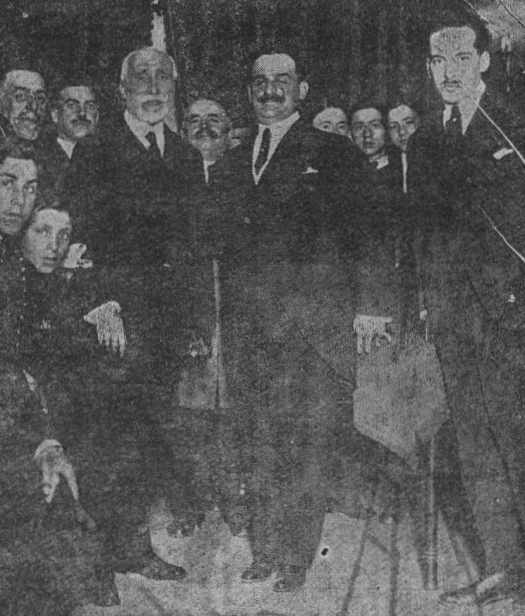
Antonio Maura y Antonio Goicoechea en un acto maurista (Goñi, abril de 1917).

En 1918 resultó elegido por Madrid. En 1919 sería elegido tanto por Monforte como por el distrito toledano de El Puente del Arzobispo; finalmente, tras celebrarse sorteo, elegiría mantener el acta por Monforte[¿cuál?]. Concejal del Ayuntamiento de Madrid y Subsecretario de Gracia y Justicia, entre el 15 de abril y el 20 de julio de 1919 pasaría a desempeñar la cartera de Gobernación en un gabinete de Antonio Maura, pero dimitió al poco tiempo por la oposición tanto de los liberales como de los partidarios de Eduardo Dato.
Fue senador por la provincia de Murcia entre 1921 y 1922.Tras la instauración de la dictadura de Miguel Primo de Rivera, Goicoechea pasó a colaborar con el nuevo régimen y en 1927 se afilió a la Unión Patriótica; se convertiría en miembro de la Asamblea Nacional Consultiva. Tras el desastre de Annual, se posicionó favorablemente al mantenimiento de la campaña militar en Marruecos, argumentando principalmente en términos de una supuesta rentabilidad económica.

### Segunda República
Cuando se proclamó la Segunda República se unió a Acción Nacional —partido que hubo de cambiar su nombre por el de Acción Popular— de la que se separó en enero de 1933 para crear Renovación Española, del que fue presidente y por el cual fue elegido diputado a Cortes en las elecciones generales de 1933. Goicoechea fue uno de los principales partidarios del retorno de la monarquía alfonsina. También era íntimo amigo de José Antonio Primo de Rivera, hijo del dictador, y de hecho Goicoechea buscó la máxima cooperación con Falange Española. Sin embargo, el ingreso en el partido de José Calvo Sotelo, figura con más carisma que Goicoechea y que había vuelto de su exilio autoimpuesto en Francia con las pretensiones de imprimir un cariz más totalitario a la derecha radical alfonsina, eclipsó la figura de Goicoechea, el cual no fue elegido diputado en las elecciones generales de 1936. Durante estos años Goicoechea se convirtió en el principal contacto de Mussolini en España. De hecho, el 31 de marzo de 1934 ya había firmado un pacto secreto con la Italia fascista para obtener ayuda bélica (fusiles, bombas de mano y ametralladoras) y financiera destinada a liquidar la joven democracia republicana en España; él mismo sería encargado por su partido para administrar esos medios, entre ellos un millón y medio de pesetas en metálico como dotación inicial. Tras el asesinato de Calvo Sotelo el 13 de julio de 1936, Goicoechea volvió a convertirse en el principal líder de Renovación Española.

### Guerra Civil y franquismo
Participó activamente en la preparación de la sublevación militar que dio origen a la Guerra Civil. Perfectamente enterado de los planes golpistas, al atardecer del 17 de julio Goicoechea salió de Madrid, trasladándose a Burgos. El 25 de julio de 1936 se trasladó a Roma junto al político e intelectual monárquico Pedro Sainz Rodríguez a entrevistarse con Galeazzo Ciano, ministro de Asuntos Exteriores de Benito Mussolini, con el objetivo de conseguir el apoyo italiano para los sublevados. Sus gestiones ante Ciano llevarían al envío de ayuda militar italiana a los sublevados, en forma de voluntarios, armas, municiones y aviones. Cuando Franco aprobó el Decreto de Unificación en abril de 1937, que supuso la unificación de todas las fuerzas políticas del Bando sublevado en la Falange Española Tradicionalista y de las JONS, Goicoechea disolvió formalmente Renovación Española. Esto supuso el final de su actividad política.
Fue uno de los integrantes de la lista de juristas que, designados por el ministro de la Gobernación franquista Ramón Serrano Suñer, elaboraron el “Dictamen sobre la ilegitimidad de los poderes actuantes el 18 de julio de 1936”, documento publicado el 21 de diciembre de 1938, que pretendía justificar la sublevación militar que dio lugar a la guerra civil española.
Entre abril de 1938 y agosto de 1950 desempeñó el cargo de gobernador del Banco de España. También fue presidente del Banco Exterior de España, del Banco Hipotecario de España y del Banco de Crédito Industrial, director de la Real Academia de Ciencias Morales y Políticas y decano del Colegio de Abogados de Madrid. Durante la Dictadura franquista también ejerció como procurador en las Cortes franquistas, en representación de Asociaciones, Colegios y Cámaras. En 1943, junto con otros procuradores, firmó un escrito dirigido a Francisco Franco en el que solicitaba la restauración de la monarquía, "continuadora de nuestra tradición histórica".
Falleció el 11 de febrero de 1953 en su domicilio de Madrid.

## Reconocimientos
- Collar de la Orden de Isabel la Católica (1946)[33]
- Gran Cruz de la Orden de Carlos III (1952)[34]